# Messias (Alagoas)
Messias is een gemeente in de Braziliaanse deelstaat Alagoas. De gemeente telt 15.899 inwoners (schatting 2009).

## Verkeer en vervoer
De plaats ligt aan de wegen BR-101 en BR-104.